# Ламбруго
Ламбруго (итал. Lambrugo) — коммуна в Италии, располагается в регионе Ломбардия, подчиняется административному центру Комо.
Население составляет 2223 человека (на 30.09.2003 г.), плотность населения составляет 1158 чел./км². Занимает площадь Jan 92 км². Почтовый индекс — 22045. Телефонный код — 031.
Покровителем населённого пункта считается San Carlo Borromeo. Праздник ежегодно празднуется 4 ноября.